# Areka
Areka (lat. Areca), rod grmova i drveća iz porodice palmi. Najpoznatija je A. catechu, do 15 metara visoka palma, čije se sjeme umata u list biljke Piper betle, i u Aziji koristi za žvakanje.
Rod Areca raširen je po tropskoj i suptropskoj Aziji, a pripada mu četrdesetak vrsta.

## Vrste
1. Areca abdulrahmanii J.Dransf.
2. Areca ahmadii J.Dransf.
3. Areca andersonii J.Dransf.
4. Areca arundinacea Becc.
5. Areca bakeri Heatubun
6. Areca brachypoda J.Dransf.
7. Areca caliso Becc.
8. Areca camarinensis Becc.
9. Areca catechu L.
10. Areca chaiana J.Dransf.
11. Areca churchii Heatubun
12. Areca concinna Thwaites
13. Areca congesta Becc.
14. Areca costulata Becc.
15. Areca dayung J.Dransf.
16. Areca dransfieldii Heatubun
17. Areca furcata Becc.
18. Areca gurita Heatubun
19. Areca hutchinsoniana Becc.
20. Areca insignis (Becc.) J.Dransf.
21. Areca ipot Becc.
22. Areca jokowi Heatubun
23. Areca jugahpunya J.Dransf.
24. Areca kinabaluensis Furtado
25. Areca klingkangensis J.Dransf.
26. Areca laosensis Becc.
27. Areca ledermanniana Becc.
28. Areca macrocalyx Zipp. ex Blume
29. Areca mandacanii Heatubun
30. Areca minuta Scheff.
31. Areca mogeana Heatubun
32. Areca montana Ridl.
33. Areca novohibernica (Lauterb.) Becc.
34. Areca oxycarpa Miq.
35. Areca parens Becc.
36. Areca rheophytica J.Dransf.
37. Areca ridleyana Becc. ex Furtado
38. Areca riparia Heatubun
39. Areca songthanhensis A.J.Hend., N.K.Ban & B.V.Thanh
40. Areca subacaulis (Becc.) J.Dransf.
41. Areca triandra Roxb. ex Buch.-Ham.
42. Areca triginticollina Heatubun
43. Areca tunku J.Dransf. & C.K.Lim
44. Areca unipa Heatubun
45. Areca vestiaria Giseke
46. Areca vidaliana Becc.
47. Areca whitfordii Becc.